# Чикаго-О'Гара
Аеропорт О'Гара або Чиказький міжнародний аеропорт імені О'Гара (англ. O'Hare International Airport, коди ORD, KORD) — державний пасажирський міжнародний аеропорт в м. Чикаго, штат Іллінойс, США. Розташований за 27 км на північний захід від ділового кварталу міста, який зветься «Чикаго-Луп» (англ. Chicago Loop). У 1949 р. аеропорт був названий на честь Едварда О'Гари — першого американського повітряного аса і кавалера «Медалі пошани» за подвиги під час Другої світової війни.
О'Гара — головний і найбільш завантажений у світі аеропорт Чикаго. За ним на другому місці йде міжнародний аеропорт Чикаго-Мідвей, який розташований за 11 км від ділового центру міста.
До 2005 р. O'Гара був найзавантаженішим аеропортом світу в плані злетів і посадок. Після обмежень з боку федерального уряду з метою зменшення затримок й скасувань рейсів в O'Гара, він поступився лідерством за кількістю злетів і посадок Міжнародному аеропорту Гартсфілд-Джексон в м. Атланта. У 2008 р. аеропорт здійснив 881 тис. 566 операцій зліт та посадка, в середньому 2 тис. 409 на день (64 % — комерційні, 33 % — авіатаксі, 3 % — загальна авіація і менше 1 % — військова).
За підсумками 2010 р. O'Гара потрапив на третє місце у світі за кількістю пасажирів, які обслуговуються: 67 млн. 26 тис. 191 (+3.83 % відносно 2009 р.)
Аеропорт перебуває на 6-му місці серед аеропортів США за кількістю скасованих авіарейсів.
O'Гара має великий список міжнародних напрямків польотів: близько 60. Станом на 2010 р. він є «4-ми повітряними воротами США» після Міжнародного аеропорту ім. Джона Ф. Кеннеді (Нью-Йорк), Міжнародного аеропорту Лос-Анджелеса, Міжнародного аеропорту Маямі, штат Флорида, Аеропорту Детройт Метрополітен Уейн, м. Детройт, штат Мічиган.
Аеропорт є другим за величиною «хабом» (англ. hub), тобто аеропортом базування для американської авіакомпанії «Юнайтед Ейрлайнз» (англ. United Airlines) після аеропорту Х'юстон-Інтерконтінентал ім. Джорджа Буша в м. Х'юстон, штат Техас.

## Історія
Аеропорт був побудований в 1942–43 рр. як завод авіаційно-виробничої компанії «Дуглас» під назвою «Сі-54 Скаймайстер». Місце було обране через близькість до міста і наявність транспортного сполучення. Завод площею 180 тис. м². потребував робочої сили другого за величиною міста країни разом із залізничним сполученням. У 1945 р. військовий контракт «Дугласа» закінчився й компанія вирішила будувати цивільні літаки, але винятково на західному узбережжі США. Після відходу «Дугласа» аеропорт дістав назву Польовий аеропорт Орхард через населений пункт Орхард (англ. Orchard) поблизу нього. Дивно, але факт, що кодом аеропорту так і лишається оригінальний ORD попри його перейменування в 1949.
Того ж 1945-го року на аеропорт поклала око міська влада Чикаго. Від імені міста відповідальним за вибір місця для майбутнього летовища та його планування був Метью Лафлін Роквелл (1915—1988), правнук засновника Чикаго Метью Лафліна. Він і запропонував назвати його іменем Едварда О'Гари. На початку 1950-х міський аеропорт Мідуей вже не справлявся із навантаженням, не було змоги обслуговувати нове покоління турбореактивних літаків, тому було вирішено розбудовувати новий аеропорт, як головний міський аеропорт майбутнього. Комерційні польоти там розпочалися у 1955 р., у 1958 р. з'явився міжнародний термінал, у 1962 р. — ще один.

## Статистика
| Рік                      | Пасажирські перевезення | Порівняно з попереднім роком | Повітряний транспорт | Вантажні перевезення, т |
| ------------------------ | ----------------------- | ---------------------------- | -------------------- | ----------------------- |
| 2000                     | 72,144,244              | ▼ 0.64 %                     | 908,989              | 1,640,524.1             |
| 2001                     | 67,448,064              | ▼ 6.51 %                     | 911,917              | 1,413,834.4             |
| 2002                     | 66,565,952              | ▼ 1.31 %                     | 922,817              | 1,436,385.7             |
| 2003                     | 69,508,672              | ▲ 4.40 %                     | 928,691              | 1,601,735.5             |
| 2004                     | 75,533,822              | ▲ 8.67 %                     | 992,427              | 1,685,808.0             |
| 2005                     | 76,581,146              | ▲ 1.38 %                     | 972,248              | 1,701,446.1             |
| 2006                     | 76,282,212              | ▼ 0.30 %                     | 958,643              | 1,718,011.0             |
| 2007                     | 76,182,025              | ▼ 0.15 %                     | 926,973              | 1,690,741.6             |
| 2008                     | 70,819,015              | ▼ 7.03 %                     | 881,566              | 1,480,847.4             |
| 2009                     | 64,397,782              | ▼ 9.07 %                     | 827,899              | 1,198,426.3             |
| 2010                     | 67,026,191              | ▲ 3.83 %                     | 950,119              | 1,577,047.8             |
| Джерело: Аеропорт О'Гара |                         |                              |                      |                         |

## Пригоди

### Катастрофи і аварії
- 9 лютого 1998, літак «Боїнг 727» рейсу 1340 із Канзас Сіті авіакомпанії American Airlines розбився під час посадки. Постраждали 22 пасажира.[10]
- 31 жовтня 1994 літак рейсу 4184 авіакомпанії American Eagle розбився на північному заході штату Індіана на підльоті до Чикаго. Загинули всі 68 чоловік на борту.[11]
- 8 вересня 1994 літак «Боїнг 737» рейсу 427 авіакомпанії USAir після вильоту з О'Гара розбився недалеко від Піттсбурга, штат Пенсільванія. Загинули всі 132 чоловіка на борту.[12]
- 19 липня 1989 літак McDonnell Douglas DC-10 рейсу 232 авіакомпанії United Airlines, що летів з Денвера в Чикаго, здійснив вимушену аварійну посадку в Су-Сіті, штат Айова. Загинули всі 111 чоловік на борту.[13]
- 10 серпня 1986 літак McDonnell Douglas DC-10 рейсу 131 авіакомпанії American Trans Air вибухнув на рульовій доріжці аеропорту О'Гара.[14]
- 19 березня 1982 літак-заправник KC-135 Stratotanker збройних сил США розбився на підльоті до аеропорту О'Гара біля м. Вудсток. Загинули всі 27 чоловік на борту.[15]
- 25 травня 1979 літак McDonnell Douglas DC-10 рейсу 191 авіакомпанії American Airlines, що прямував в Лос-Анжелес, розбився одразу після зльоту з аеропорту О'Гара. Загинули всі 271 людей на борту і 2 людини на землі. Ця катастрофа лишається найбільшою за кількістю загиблих на одному літаку в історії США та була найжахливішою авіакатастрофою в США до терактів 11 вересня 2001 р.[16]
- 20 грудня 1972 літак McDonnell Douglas DC-9 рейсу 575 авіакомпанії North Central Airlines розбився при злеті. Загинули 10 пасажирів.[17]
- 27 грудня 1968 літак Convair CV-580 рейсу 458 авіакомпанії North Central Airlines врізався в ангар аеропорту О'Гара. Загинули 27 людей на борту і 1 людина в ангарі.[18]
- 21 березня 1968 літак «Боїнг 727» рейсу 9963 авіакомпанії United Airlines викотився за межі злітної смуги при злеті. Три члени екіпажу дістали поранення.[19]
- 16 серпня 1965 літак «Боїнг 727» рейсу 389 авіакомпанії United Airlines розбився неподалік аеропорту О'Гара при заході на посадку. Загинули всі 30 людей на борту.[20]
- 17 вересня 1961 літак Lockheed L-188C Electra рейсу 706 авіакомпанії Northwest Orient Airlines через технічну несправність розбився під час злету. Загинули всі 37 людей на борту.[21]

### Інциденти
- 1 квітня 1999 вдалося уникнути зіткнення двох літаків «Боїнг 747» авіакомпанії Korean Air та Air China на перехресті рульових доріжок № 14 та № 27. Південно-корейський пілот зумів додати газу і повернути лайнер на злітну смугу. Літаки розминулися на відстані 23 метри один від одного. Корейського пілота було нагороджено за спасіння пасажирів.[22]
- 8 жовтня 2001 на літаку авіакомпанії American Airlines, що здійснював рейс 1238 з Лос-Анжелеса в Чикаго, психічнохворий пасажир майже 40 хв. штурмував кабіну пілотів перед приземленням в аеропорті О'Гара. Його дії спричинили паніку в салоні й різке зниження лайнера. Налякані терактами 11 вересня, що сталися рівно місяць тому, пілоти послали сигнал тривоги та разом із пасажирами знешкодили порушника. Через сигнал тривоги в небо на надзвуковій швидкості піднялися два винищувача «F-16» для перехоплення й примусового приземлення літака в О'Гара. Винищувачі, долаючи надзвуковий бар'єр в небі над Чикаго, спричинили грім, що налякав мільйони людей.
- 7 листопада 2006 група працівників авіакомпанії United Airlines заявили, що бачили неідентифікований літаючий об'єкт (НЛО) біля воріт C-17.[23]
- 2 вересня 2010 літак рейсу 1487 авіакомпанії American Airlines, що летів у Ріно, штат Невада був уражений блискавкою і змушений повернутися в аеропорт О'Гара. Ніхто не постраждав.